# شلحه حاجی‌حسین
شلحه‌حاجی‌حسین، روستایی از توابع بخش مرکزی شهرستان آبادان در استان خوزستان ایران است.

## جمعیت
این روستا در دهستان شلاهی قرار دارد و براساس سرشماری مرکز آمار ایران در سال ۱۳۹۵، جمعیت آن ۱،۰۷۳ نفر (۲۸۸ خانوار) بوده‌است.